# Олкария IV
Олкария IV (англ. Olkaria IV) — крупная действующая геотермальная электростанция в Кении. Мощность — 140 МВт.

## Местонахождение
Электростанция расположена в районе Олкария, в округе Накуру, рядом с национальным парком «Ворота Ада», примерно в 114 километрах к юго-востоку от Накуру, где находится столица округа. Это примерно 122 километра, по дороге, к северо-западу от Найроби, столицы и крупнейшего города Кении. Географические координаты геотермальной электростанции Олкария IV: 0°55 '05.0"С, 36°20 '04.0" В (широта: -0.918056; долгота: 36.334444).

## Обзор
Электростанция является одной из шести геотермальных электростанций, которые в настоящее время либо функционируют, либо строятся, либо планируются к строительству в районе Олкария в округе Накуру, Кения. Олкария I, Олкария II, Олкария III и Олкария IV уже введены в эксплуатацию. Олкария V находится в стадии строительства, а Олкария VI запланирована на 2021 год..
Строительство электростанции финансировалось кенийским правительством совместно со Всемирным банком и Европейским инвестиционным банком. Оборудование для станции поставлялось компаниями Hyundai Engineering из Южной Кореи, Toyota Tsusho из Японии и KEC International из Индии.. В церемонии торжественного открытия станции участвовал Президент Кении Ухуру Кениата.
В августе 2014 года тысячи масаев были переселены из-за строительства электростанции.

## Владение
Электростанция Олкария IV принадлежит Кенийской электроэнергетической компании (КенГен).